# Колонна Коннолли
Колонна Коннолли (англ. Connolly Column, исп. Columna Connolly, ирл. Colún Uí Chonghaile) — подразделение ирландских добровольцев, сражавшееся в составе Интернациональных бригад на стороне Второй Испанской Республики в дни Гражданской войны в Испании. Колонна названа в честь Джеймса Коннолли, деятеля Пасхального восстания и командира Ирландской гражданской армии. По размеру равнялась роте, входила в 15-ю интербригаду, где служили ирландские, британские и американские добровольцы.

## Происхождение
В июле 1936 года, в начале Гражданской войны лидер ирландских республиканцев Питер О'Доннелл отправился в Барселону для подготовки к Народным Олимпийским играм, которые планировалось провести в знак протеста против проведения летней Олимпиады в Берлине. О’Доннелл симпатизировал анархистам, рабочим и ополченцам, которые подавили военный переворот в городе и присоединились к ополчению, воевавшему на Арагонском фронте.
По возвращении в Ирландию О’Доннелл призвал создать группу ирландских добровольческих полков, которые поддержали бы Народный фронт и его правительство. Добровольцами стали записываться солдаты Ирландской республиканской армии и Республиканского конгресса: среди руководителей ИРА было довольно много сторонников «левых», и поддержка ирландцами испанских коммунистов и антифашистов казалась обыденным делом.

## Мотивация
Поводом для борьбы были не только поддержка Второй Испанской Республики, но и лютая ненависть к ирландцам, ушедшим воевать на сторону франкистов — преимущественно к синерубашечником. Многие сторонники франкистов воевали на стороне Ирландского свободного государства во время гражданской войны в Ирландии, а из этих добровольцев франкистами была создана Ирландская бригада численностью 800 человек. В 1932—1933 годах ирландские левые устраивали драки и перестрелки с синерубашечниками, но в 1933 году последние были объявлены вне закона. Для многих испанские фронты считались продолжением личных «разборок» и даже самой Ирландской Гражданской войны.
Никто из представителей ИРА или синерубашечников не избирался на всеобщих выборах в Ирландии, несмотря на то, что во время Великой депрессии симпатии к подобным группировкам повышались. В 1934 году «левыми» из ИРА был сформирован Республиканский Конгресс, который распался через год. ИРА вместе с тем была не единственной группировкой, выдвигавшей своих добровольцев: к ирландским интербригадирам примкнули почти все социалисты и «левые», одним из известнейших бригадиров был боксёр и бывший священник Церкви Ирландии Роберт Хиллиард. Вербовкой добровольцев занимался Билл Гэннон, участвовавший в убийстве министра юстиции Кевина О'Хиггинса и позднее вступивший в Коммунистическую партию Ирландии.

## В Испании
В декабре 1936 года 80 добровольцев во главе с бывшим офицером ИРА Фрэнком Райаном прибыли в Испанию. Большинство добровольцев прибыли из Ирландского свободного государства (довольно много членов Коммунистической партии Ирландии, остальные — из Северной Ирландии (преимущественно из Белфаста). Среди добровольцев были такие люди, как Майкл О’Риордан, Чарли Доннелли, Эдди О’Флаэрти, Пол Бёрнс, Джеки Хант, Билл Генри, Имон Макгротти, Билл Битти, Падди Ро Маклафлин, Питер О’Коннор, Питер Пауэр, Джонни Пауэр, Лиам Тамилсон, Джим Странни, Уилли О’Ханлон, Бен Маррэй и Фред Макмаон.
Добровольцы прибыли на поезде в Перпиньян (Южная Франция), затем направились в Альбасете вместе с Андре Марти. Ряд ирландских добровольцев отказались записываться в Британский батальон интербригад из-за своих политических убеждений, а Фрэнк Райан попытался даже застрелить одного из англичан, когда обнаружил, что тот служил в рядах антиирландской организации Black and Tans в дни войны Ирландии за независимость. Из-за этого некоторые ирландцы решили не вступать в 15-ю интербригаду, которой и была подчинена колонна Коннолли, и ушли в другие бригады. Колонна сражалась в битве при Хараме в феврале 1937 года и понесла большие потери: погибли Чарли Доннелли, Имон Макгротти, Билл Генри, Лиам Тамилсон и Билл Битти. Фрэнк Райан был ранен и вернулся в Ирландию на лечение, после став адъютантом генерала республиканцев Хосе Миахи. 1 апреля 1938 его взяли в плен во время Арагонского наступления и поместили в лагерь военнопленных Миранда-дель-Эбро. Смертный приговор был заменён на 30 лет каторги после того, как с просьбой об экстрадиции Райана в Ирландию обратился Имон де Валера.
В июле 1938 года ирландцы участвовали в последнем наступлении республиканцев — битве на Эбро. В сентябре 1938 года правительство Испанской Республики расформировало интербригады, осознав, что иностранцы уже ничем не смогут помочь антифашистам. Ирландцы вынуждены были вернуться на родину. Майкл О’Риордан стал генеральным секретарём Коммунистической партии Ирландии в 1970 году.
Численность колонны до сих пор не определена: по ирландским и британским источникам считается, что из Испании живыми не вернулись 36 ирландцев; со слов О’Риордана, в колонне было 145 человек, и 61 человек погиб в боях.

## В культуре
- Песню «Viva la Quinta Brigada[англ.]» ирландский певец Кристи Мур посвятил ирландским добровольцам Интернациональных бригад, вдохновившись книгой Майкла О’Риордана «Колонна Коннолли».
- Испанской панк-рок группой Boikot был снят клип на песню «Jarama», посвящённый участию ирландских добровольцев в Битве при Хараме.